# Emperador Ming de Han
El Emperor Ming de Han, (en chino tradicional, 漢明帝; en chino simplificado, 汉明帝; pinyin, hàn míng dì; Wade-Giles: Han Ming-ti), (28-75) fue el segundo emperador de la dinastía Han Oriental de China.
Fue durante su reinado cuando el budismo comenzó a extenderse en China. Por su mandato se construyó el Templo Caballo Blanco, el primer templo budista chino.
El Emperador Ming fue un hábil y laborioso administrador del imperio, que exigió total integridad a sus funcionarios. Sin embargo, un inconveniente de su personalidad fue su excesivo rigor en el castigo. Así, cuando sus hermanos Liu Ying, Príncipe de Chu, y Liu Yan, Príncipe de Huaiyang fueron acusados de conspiración, ejerció su poder tan severamente que miles de personas fueron ejecutadas, incluso aquellas inocentes. Luego en su reino, esta tendencia se vio moderada por la influencia de su esposa, la Emperatriz Ma.

## Nombre de era
Yongping (永平 py. yŏng píng) 58-75 

## Información personal
- Padre 
  - Liu Xiu, emperador Guangwu de Han (2º hijo)
- Madre
  - emperatriz Yin Lihua
- Esposa
  - emperatriz Ma
- Concubinas
  - Consorte Jia, madre del emperador Zhang
  - Consorte Yin, madre del príncipe Chang
  - Consorte Yan, hermana de Yan Zhang (閻章), oficial de la corte
  - Consorte Yan, otra hermana of Yan Zhang
- Hijos
  - Príncipe de la Corona Liu Da (劉炟), (creado en 60), luego Emperador Zhang of Han
  - Liu Jian (劉建), Príncipe Ai of Qiancheng (creado en 60, d. 61)
  - Liu Xian (劉羨), Príncipe of Guangping (creado en 60, luego Príncipe de Xiping (creado en 82), luego Príncipe Jing of Chen (creado en 88, d. 97)
  - Liu Gong (劉恭), Príncipe de Lingshou (creado end 66), luego Príncipe de Julu (creado en 72), luego Príncipe de Jianglin (creado en 78), luego Príncipe Jing of Pengcheng (creado en 85, d. 112)
  - Liu Dang (劉黨), Príncipe de Chongxi (creado en  66), luego Príncipe Jing of Lecheng (creado en 72, d. 91)
  - Liu Yan (劉衍), Príncipe Hui de Xiapei (creado en 66, d. 120)
  - Liu Chang (劉暢), Príncipe de Runan (creado en 66), luego Príncipe Jie de Liang (creado en 80, d. 93)
  - Liu Bing (劉昞), Príncipe de Changshan (creado en 72, luego Príncipe Qing of Huaiyang (creado en 79, d. 88)
  - Liu Zhang (劉長), Príncipe Dao of Jiyin (creado en 72, d. 85)
  - Liu Ji (劉姬), Princesa Huojia (creada en 59)
  - Liu Nu (劉奴), Princesa Pingyang (creada en 60)
  - Liu Ying (劉迎), Princesa Longlü (creada en 60)
  - Liu Ci (劉次), Princesa Pingzhi (creada en 60)
  - Liu Zhi (劉致), Princesa Qinshui (creada en 60)
  - Liu Xiaoji (劉小姬), Princesa Pinggao (creada en 69)
  - Liu Zhong (劉仲), Princesa Junyi (creada en 74)
  - Liu Hui (劉惠), Princesa Wu'an (creada en 74)
  - Liu Chen (劉臣), Princesa Luyang (creada en 75)
  - Liu Xiaoying (劉小迎), Princesa Leping (creada en 75)
  - Liu Xiaomin (劉小民), Princesa Cheng'an (creada en 75)

| Predecesor: Liu Xiu, Emperador Guangwu | Emperador de la dinastía Han 57–75 | Sucesor: Emperador Zhang de Han |

- Datos: Q7271
- Multimedia: Emperor Ming of Han / Q7271